# Tmarus gajdosi
Tmarus gajdosi är en spindelart som beskrevs av Yuri M. Marusik och Dmitri Viktorovich Logunov 2002. Tmarus gajdosi ingår i släktet Tmarus och familjen krabbspindlar.
Artens utbredningsområde är Mongoliet. Inga underarter finns listade i Catalogue of Life.